# Ligyra melanoptera
Ligyra melanoptera är en tvåvingeart som beskrevs av Wray Merrill Bowden 1964. Ligyra melanoptera ingår i släktet Ligyra och familjen svävflugor. Inga underarter finns listade i Catalogue of Life.